# دوسر أسطواني
الدوسر الأسطواني (الاسم العلمي: Aegilops cylindrica) نوع نباتي يتبع جنس الدوسر من الفصيلة النجيلية. 

## الموئل والانتشار
موطنه بلاد الشام وتركيا والقوقاز وشرق أوروبا. انتشر ويزرع أيضًا في معظم مناطق أوروبا.